# Федеральное министерство исследований, технологий и космоса
Федеральное министерство исследований, технологий и космоса (нем. Bundesministerium für Forschung, Technologie und Raumfahrt, BMFTR)  — одно из министерств Германии, обеспечивает финансирование научно-исследовательских проектов и учреждений.

## История

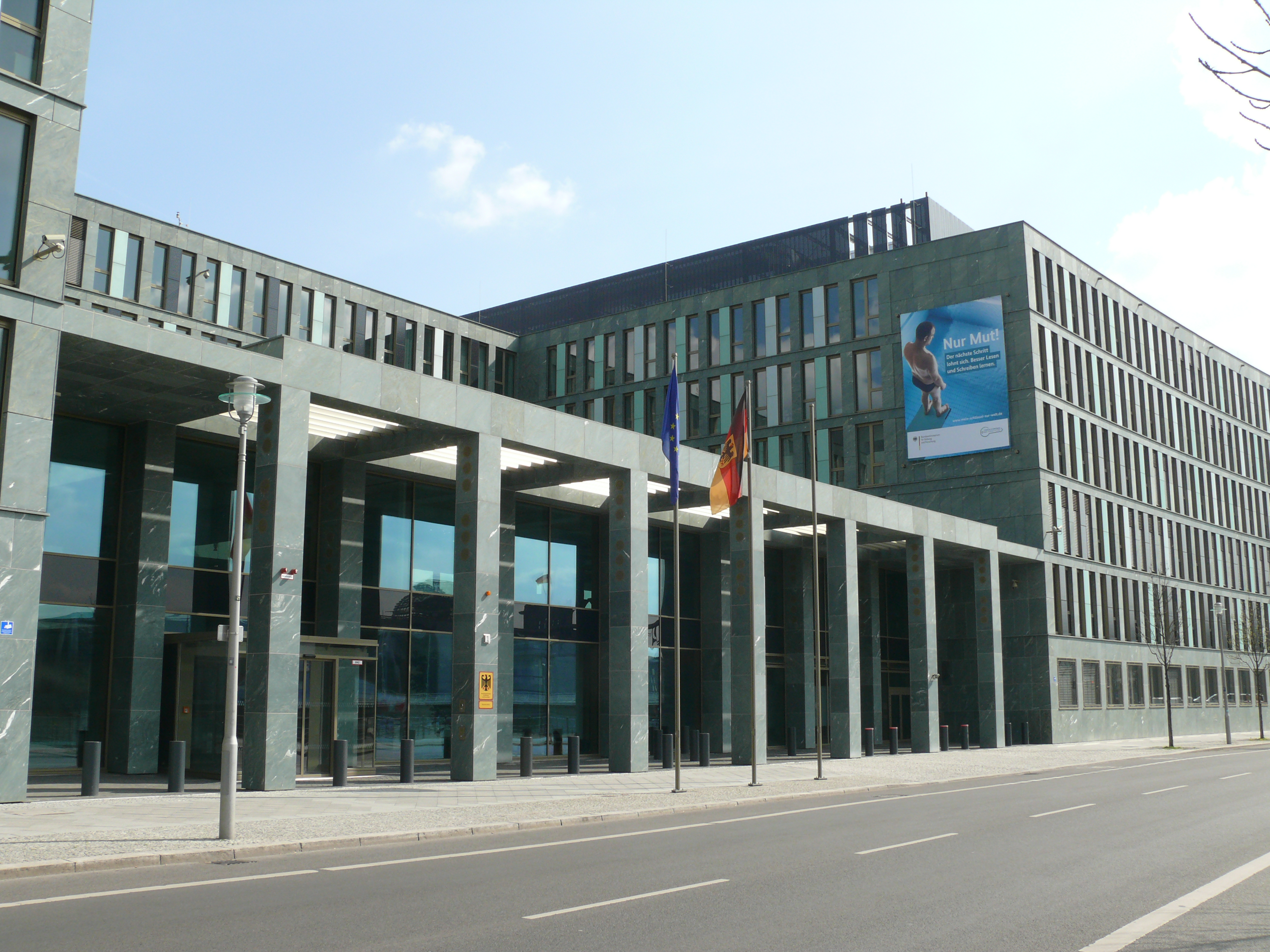
Штаб-квартира BMFTR в Берлине

Министерство было создано в 1955 году как Федеральное министерство по атомным вопросам (BMAt), сосредоточившись на исследованиях в области мирного использования ядерной энергии. В 1962 году в связи с расширением сферы деятельности министерство было переименовано в Федеральное министерство научных исследований (BMwF). В 1969 году оно было переименовано вновь, на этот раз в Федеральное министерство образования и науки (BMBW). В 1994 году создано Федеральное министерство образования, науки, исследований и технологий (BMBF). В 1998 году вопросы технологий переданы Федеральному министерству экономики и технологий и создано Федеральное министерство образования и научных исследований (BMBF). В 2025 году функции образования переданы Федеральному министерству образования, семьи, пожилых граждан, женщин и молодёжи и создано Федеральное министерство исследований, технологий и космоса (BMFTR).